# Jon Olsson
Jon Olsson (Mora, 17 de agosto de 1982) es un deportista sueco que compitió en esquí acrobático, especialista en las pruebas de halfpipe, big air y slopestyle. Consiguió once medallas en los X Games de Invierno.

## Medallero internacional
| \| X Games de Invierno \| X Games de Invierno \| X Games de Invierno \| X Games de Invierno \| \| Año \| Lugar \| Medalla \| Prueba \| \| ------------------- \| ---------------------- \| ------------------- \| ------------------- \| \| 2002 \| Aspen (Estados Unidos) \| Medalla de oro \| Superpipe \| \| 2002 \| Aspen (Estados Unidos) \| Medalla de bronce \| Slopestyle \| \| 2003 \| Aspen (Estados Unidos) \| Medalla de bronce \| Superpipe \| \| 2003 \| Aspen (Estados Unidos) \| Medalla de bronce \| Slopestyle \| \| 2004 \| Aspen (Estados Unidos) \| Medalla de plata \| Superpipe \| \| 2004 \| Aspen (Estados Unidos) \| Medalla de bronce \| Slopestyle \| \| 2005 \| Aspen (Estados Unidos) \| Medalla de bronce \| Superpipe \| \| 2005 \| Aspen (Estados Unidos) \| Medalla de bronce \| Slopestyle \| \| 2008 \| Aspen (Estados Unidos) \| Medalla de oro \| Big air \| \| 2008 \| Aspen (Estados Unidos) \| Medalla de bronce \| Slopestyle \| \| 2009 \| Aspen (Estados Unidos) \| Medalla de plata \| Big air \| |                        |                   |            |
| X Games de Invierno |                        |                   |            |
| Año | Lugar                  | Medalla           | Prueba     |
| 2002 | Aspen (Estados Unidos) | Medalla de oro    | Superpipe  |
| 2002 | Aspen (Estados Unidos) | Medalla de bronce | Slopestyle |
| 2003 | Aspen (Estados Unidos) | Medalla de bronce | Superpipe  |
| 2003 | Aspen (Estados Unidos) | Medalla de bronce | Slopestyle |
| 2004 | Aspen (Estados Unidos) | Medalla de plata  | Superpipe  |
| 2004 | Aspen (Estados Unidos) | Medalla de bronce | Slopestyle |
| 2005 | Aspen (Estados Unidos) | Medalla de bronce | Superpipe  |
| 2005 | Aspen (Estados Unidos) | Medalla de bronce | Slopestyle |
| 2008 | Aspen (Estados Unidos) | Medalla de oro    | Big air    |
| 2008 | Aspen (Estados Unidos) | Medalla de bronce | Slopestyle |
| 2009 | Aspen (Estados Unidos) | Medalla de plata  | Big air    |